# Pierre Vogel
Pierre Vogel, conosciuto anche come Abu Hamza (Frechen, 20 luglio 1978), è un predicatore e pugile tedesco.
Noto anche come Abu Hamza, è un convertito all'Islam, divenuto predicatore musulmano, che tramite video su Internet e nelle moschee si rivolge principalmente a un pubblico giovane di lingua tedesca. Si dedica soprattutto a ricercare nuove conversioni all'Islam.

## Carriera
Vogel è stato battezzato e cresimato nella chiesa evangelica e ha frequentato un collegio cattolico. Secondo alcune indicazioni, si irritava quando i suoi insegnanti di religione mostravano di non credere alla verità letterale della Bibbia.
Vogel terminò le superiori a Berlino, dove era uno dei pochi studenti battezzati, e compì il servizio civile presso un'organizzazione per la consegna di pasti a domicilio. Si convertì all'Islam nel 2001, iniziando subito dopo a seguire corsi universitari di Islamistica. Interruppe comunque presto gli studi, non gradendo la rappresentazione dell'Islam che gli veniva sottoposta. Si recò dunque per due anni all'Istituto Islamico per stranieri della Università Umm al-Qura a La Mecca. È attivo come predicatore islamico dal 2006. Vogel è conosciuto soprattutto grazie alle sue numerose conferenze tenute anche su temi particolari (ad es.sulla condizione della donna nell'Islam), e negli ultimi tempi predica soprattutto nella moschea al-Nur nel quartiere di Neukölln a Berlino. Inoltre su Internet si trovano diversi video di Vogel.
Vogel è sposato con una donna musulmana di origini marocchine ed è il padre di due figli. È stato anche campione tedesco juniores di Boxe (Cruiserweight) e nel periodo 2000-2002 ha anche avuto un contratto da professionista.

## Pensiero
Vogel diffonde le sue tesi, controverse anche tra gli stessi musulmani, soprattutto tra i giovani. Nelle sue esposizioni è chiaro l'influsso della Salafiyya.
Pierre Vogel ritiene che la copertura di tutto il corpo, l'Hijab, sia obbligatoria per le donne musulmane ed è anche un sostenitore della castità prematrimoniale. Si è espresso chiaramente contro i matrimoni forzati, essendo questi proibiti espressamente dal profeta Maometto.
La violenza contro gli innocenti è per Pierre Vogel incompatibile con l'Islam; egli dubita che dei musulmani siano veramente responsabili per gli attacchi terroristici dell'11 settembre, del 7 luglio 2005 a Londra e per l'attentato ai treni a Madrid, invece è un sostenitore delle relative teorie di cospirazione. Vogel sostiene anche che non vi sia base scientifica per la teoria dell'evoluzione, predica che il Darwinismo contraddice le sacre scritture e che  "viene somministrato nelle scuole per rendere l'uomo infelice".
Vogel rifiuta il pluralismo religioso e predica una dicotomia Inferno-Paradiso. Secondo Vogel tutti dovrebbero convertirsi all'Islam. Si distanzia comunque dall'indicare la violenza come uno strumento per la sua missione.
Quando gli è stato domandato perché Bilal Philips è stato invitato a una predica il 13 giugno 2009 nella moschea Al-Nur, dove lo stesso Philips, noto per le sue prediche incitanti all'odio, alla violenza e all'omofobia, doveva intervenire con lui, Vogel ha risposto, in occasione di una manifestazione di protesta, che Philips era stato invitato perché aveva convertito molte persone all'Islam.

## Critiche
Anche a causa della conduzione dei suoi interventi (tenuti rispettando la separazione tra sessi) e pure per la sua scelta di vocaboli nei confronti dei cristiani e dei musulmani di opinioni diverse dalle sue, Vogel è una figura estremamente controversa.
È divenuto uno dei personaggi più importanti ed influenti, a giudicare anche dall'interesse delle autorità, della scena dei convertiti tedesca.
Vogel è stato accusato dalle autorità tedesche di avere contribuito con le sue parole alla radicalizzazione dei musulmani. Vogel è secondo la valutazione degli organismi governativi dello Schleswig-Holstein uno dei più conosciuti protagonisti del mondo salaafita. Lo stesso rapporto conferma le prese di distanza di Vogel dalle azioni violente, vede comunque nel suo agire chiare tendenze salafite, marcata da un risentimento anticristiano e da una rappresentazione di una assoluta superiorità dell'Islam. Anche l'Istituto per il cambiamento dell'Unione Europea descrive Vogel come una persona con un profilo ben preciso, dedita alla predicazione di una versione salafita dell'Islam.
In occasione della presentazione di un rapporto del 2007 il ministro degli interni della Bassa Sassonia Uwe Schünemann ha dichiarato, descrivendo la posizione come perversa, che Vogel abbia sostenuto la legittimità del matrimonio con bambine di nove anni in una moschea a Gottinga. Nello stesso rapporto Vogel però non è menzionato per nome.